# Tratado de Oliva

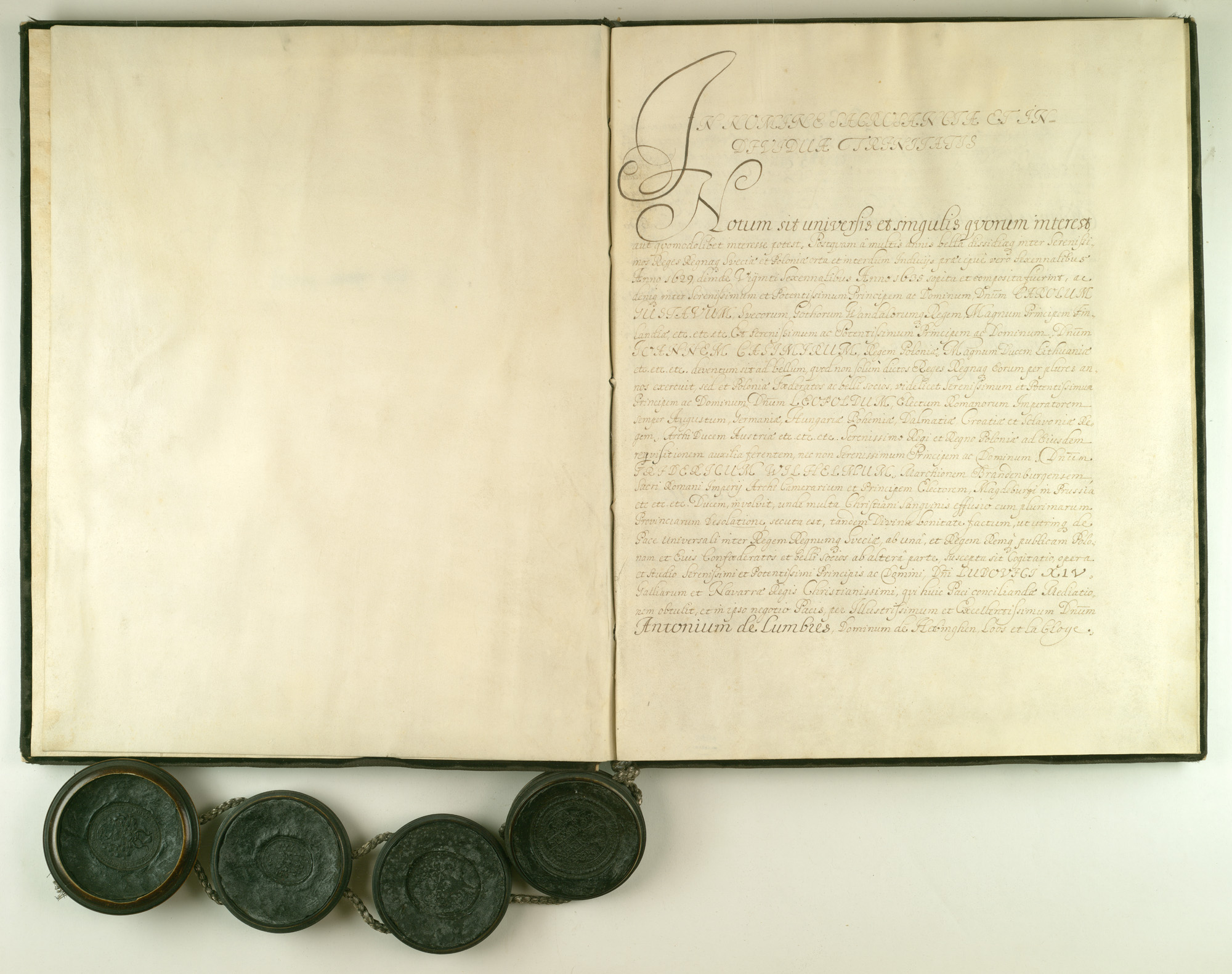
Tratado de Oliva

O Tratado ou Paz de Oliva de 23 de abril (OS) / 3 de maio (NS) 1660 (em polonês/polaco:  Pokój Oliwski, em sueco:  Freden i Oliva, alemão: em alemão:  Vertrag von Oliva) foi um dos tratados de paz que encerraram a Segunda Guerra do Norte Guerra (1655-1660). O Tratado de Oliva, o Tratado de Copenhague no mesmo ano e o Tratado de Cardis no ano seguinte marcaram o ponto alto do Império Sueco.
Em Oliwa (Oliva), Polônia, a paz foi feita entre a Suécia, a Comunidade Polaco-Lituana, os Habsburgos e Brandemburgo-Prússia. A Suécia foi aceita como soberana na Livônia sueca, Brandemburgo foi aceito como soberano na Prússia Ducal e João II Casimir Vasa retirou suas reivindicações ao trono sueco, mas manteria o título de rei sueco hereditário por toda a vida. Todos os territórios ocupados foram devolvidos aos seus soberanos pré-guerra. Aos católicos da Livônia e da Prússia foi concedida liberdade religiosa.
Os signatários foram o Sacro Imperador Romano Leopoldo I dos Habsburgos, o Eleitor Frederico Guilherme I de Brandemburgo e o Rei João II Casimir Vasa da Polônia. Magnus Gabriel De la Gardie, chefe da delegação sueca e da regência menor, assinou em nome de seu sobrinho, o rei Carlos XI da Suécia, que ainda era menor de idade.